# 노르웨이 논쟁

이 논쟁은 당시 총리 네빌 체임벌린의 사임을 초래하는 데 중요한 역할을 했다.

노르웨이 논쟁(영어: Norway Debate), 때로는 나르비크 논쟁(영어: Narvik Debate)이라고도 불리는 이 논쟁은 제2차 세계 대전 중 1940년 5월 7일부터 9일까지 영국 하원에서 벌어진 중대한 토론이었다. 한사드 의회 기록 보관소에 보관된 논쟁의 공식 제목은 전쟁 수행(영어: Conduct of the War)이다. 이 논쟁은 휴회 동의로 시작되어 하원이 노르웨이 전역의 진행 상황을 자유롭게 논의할 수 있게 했다. 이 논쟁은 네빌 체임벌린 정부의 전쟁 수행에 대한 광범위한 불만을 빠르게 수면 위로 끌어올렸다.
둘째 날이 끝날 무렵, 의원들이 불신임 결의를 통과시키기 위해 의회 분할이 있었다. 이 투표는 정부가 승리했지만, 다수당은 급격히 감소했다. 이는 5월 10일 체임벌린이 영국 총리직을 사임하고 그의 전시 내각이 광범위한 연립 정부로 교체되는 결과를 낳았고, 윈스턴 처칠 휘하의 이 정부는 1945년 5월 유럽 전쟁이 끝날 때까지 영국을 통치했다.
체임벌린 정부는 야당뿐만 아니라 그 자신의 보수당의 존경받는 의원들로부터도 비판을 받았다. 야당은 불신임 투표를 강요했고, 이 투표에서는 삼선 채찍에도 불구하고 보수당 의원의 4분의 1 이상이 야당에 투표하거나 기권했다. 모든 정당이 참여하는 연립 정부를 구성하여 국가 통합을 이루어야 한다는 요구가 있었지만, 체임벌린은 야당인 노동당 및 자유당과 합의에 도달할 수 없었다. 그들은 체임벌린 휘하에서 봉사하기를 거부했지만, 다른 보수당원을 총리로 받아들일 의향은 있었다. 체임벌린이 총리직에서 사임한 후 (그는 1940년 10월까지 보수당 당수로 남아 있었다), 그들은 처칠 휘하에서 봉사하는 데 동의했다.

## 배경
1937년, 당시 영국의 재무장관이었던 네빌 체임벌린은 스탠리 볼드윈의 뒤를 이어 영국 총리가 되었고, 압도적으로 보수당원으로 구성되었지만 소수의 국민노동당과 자유국민당의 지지를 받는 국민 정부를 이끌었다. 이 정부는 노동당과 자유당의 반대에 부딪혔다. 1933년 나치 독일에서 집권한 이후, 국가사회주의 독일 노동자당은 민족통일주의 외교 정책을 추진했다. 체임벌린은 처음에는 유화정책으로 전쟁을 피하려고 시도했고, 이는 1938년 9월 뮌헨 협정으로 정점을 찍었다. 이 정책은 독일이 전쟁을 피하기 위한 외교적 수단 사용을 중단하고 1939년 3월 체코슬로바키아 점령으로 더욱 노골적인 팽창주의로 변하면서 포기되었다.
유화정책과 독일의 침략에 대한 가장 강력한 비판자 중 한 명은 보수당 백벤처인 윈스턴 처칠이었다. 그는 국내에서 가장 저명한 정치인 중 한 명이었음에도 불구하고 1929년에 마지막으로 정부 직책을 맡았다. 1939년 9월 1일 독일의 폴란드 침공 이후, 영국과 프랑스는 이틀 후 독일에 선전포고했다. 체임벌린은 곧 전시 내각을 구성하고 처칠을 해군 장관으로 임명했다. 이 시점에서 정부 지지자 (아마도 데이비드 마게슨, 정부 수석 위원)는 개인적으로 다음과 같이 언급했다.
2년 반 동안 네빌 체임벌린은 영국 총리였다. 이 기간 동안 영국은 일련의 외교적 패배와 굴욕을 겪었고, 유럽 전쟁 발발로 정점을 찍었다. 이것은 외교 정책에서의 실패의 연속이며, 해외에서의 실패를 상쇄할 만한 국내에서의 뛰어난 성공은 없었다. ... 그러나 네빌 체임벌린은 여전히 대다수 동포들의 신뢰를 유지하고 있으며, 유권자 감정에 대한 정확한 시험이 가능하다면, 체임벌린이 이 나라에서 가장 인기 있는 정치가임이 드러날 것이다.

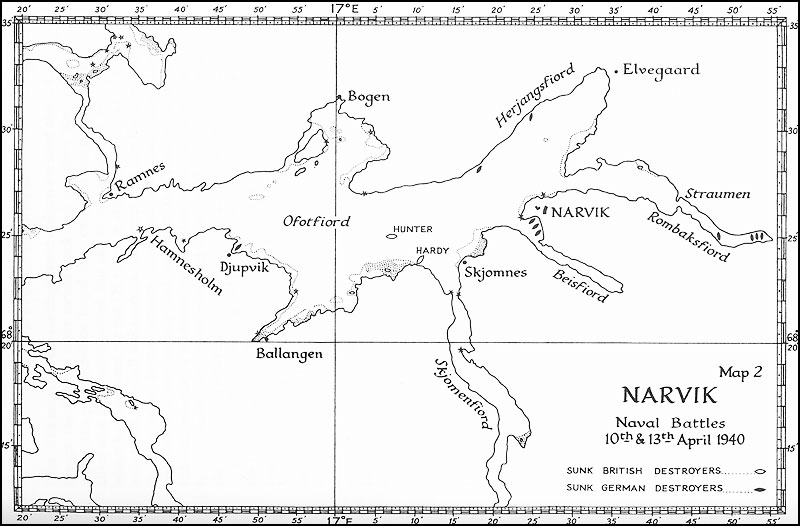
1940년 4월 10일과 13일 나르비크에서 영국-독일 해군 전투.

독일이 1939년 9월 폴란드를 빠르게 점령한 후, "가짜 전쟁"으로 불리는 6개월 이상의 지속적인 군사적 비활동 기간이 있었다. 1940년 4월 3일, 체임벌린은 보수당 전국연합 연설에서 독일 독재자인 아돌프 히틀러가 "버스를 놓쳤다"고 말했다. 불과 6일 후인 4월 9일, 독일은 덴마크를 신속하게 점령한 후 중립적이고 준비되지 않은 노르웨이에 압도적인 병력으로 공격을 감행했다. 이에 대응하여 영국은 노르웨이를 지원하기 위해 군사력을 배치했다.
윈스턴 처칠은 해군 장관으로서 노르웨이 전역에서 해군 작전 수행에 직접적인 책임을 맡았다. 독일 침공 이전에 그는 내각에 노르웨이의 중립성을 무시하고 영해에 기뢰를 설치하며, 발트해가 얼어붙는 겨울철 동안 독일에 대한 스웨덴 철광석 수출을 방해하기 위해 나르비크를 점령할 준비를 할 것을 압박했다. 그러나 그는 노르웨이에 대한 대규모 상륙 작전은 독일의 능력으로는 현실적이지 않다고 조언했다. 나르비크 전투에서의 해군 승리 외에도, 노르웨이 전역은 영국군에게는 전반적으로 계획 및 조직 미흡으로 인해, 본질적으로는 군수품 부족으로 인해 좋지 않게 진행되었고, 4월 27일부터 영국-프랑스 연합군은 철수할 수밖에 없었다.
5월 2일 목요일 하원이 모였을 때, 노동당 지도자 클레멘트 애틀리는 "총리는 이제 노르웨이 상황에 대해 성명을 발표할 수 있습니까?"라고 물었다. 체임벌린은 보안 문제로 인해 군사 상황에 대해 논의하는 것을 꺼렸지만, 다음 주에 그와 처칠이 더 많은 것을 말할 수 있기를 희망한다고 표현했다. 그는 상황에 대한 중간 성명을 발표했지만 "진행 중인 특정 작전 (으로 인해) 우리는 그 작전에 참여한 사람들의 생명을 위태롭게 할 수 있는 어떤 것도 해서는 안 된다"는 말은 하지 않았다. 그는 하원에게 다음 주까지 논평과 질문을 미룰 것을 요청했다. 애틀리는 동의했고, 자유당 지도자 아치볼드 싱클레어도 그러했다. 다만 싱클레어는 하루 이상 지속되는 노르웨이 논쟁을 요청했다.
애틀리는 체임벌린에게 다음 주 하원 의사일정에 대한 사적인 통지를 제시했다. 체임벌린은 전쟁의 전반적인 수행에 대한 논쟁이 5월 7일 화요일에 시작될 것이라고 발표했다. 이 논쟁은 의회와 전국적으로 크게 기대되었다. 5월 6일 월요일 일기에서 체임벌린의 존 콜빌 비서보좌관은 모든 관심이 논쟁에 집중되어 있다고 썼다. 분명히 그는 정부가 승리하겠지만 노르웨이에 대한 매우 곤란한 점들을 직면해야 할 것이라고 생각했다. 당시 체임벌린의 의회 개인 비서 (PPS)였던 던글라스 경을 포함한 콜빌의 일부 동료들은 정부의 입장이 정치적으로는 건전하지만 다른 면에서는 덜 그렇다고 생각했다. 콜빌은 "국민의 신뢰가 다소 흔들릴 수 있다"고 걱정했다.

## 5월 7일: 논쟁 첫째 날

### 서론 및 기타 의사
1940년 5월 7일 화요일 하원 회의는 14시 45분 의장 에드워드 피츠로이가 의장석에 앉아 시작되었다. 이어서 몇 가지 사적인 의사 문제와 제기된 질문에 대한 수많은 구두 답변이 있었는데, 그 중 많은 질문이 영국 육군에 관한 것이었다.
이러한 문제가 완료되자, 노르웨이 전역에 대한 논쟁은 통상적인 휴회 동의("이 의회는 이제 휴회한다")로 시작되었다. 웨스트민스터 규칙에 따라 이와 같은 논쟁에서는 다양한 주제에 대한 광범위한 논의가 허용되며, 동의는 일반적으로 투표에 부쳐지지 않는다.
15시 48분, 정부 원내총무인 데이비드 마게슨 대위가 휴회 동의를 했다. 하원은 "전쟁 수행", 특히 노르웨이 전역의 진행 상황에 대해 공개적으로 논의하기 시작했고, 체임벌린은 개회사 연설을 하기 위해 일어섰다.

### 체임벌린의 개회사

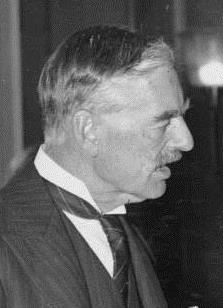
네빌 체임벌린

체임벌린은 5일 전인 5월 2일 목요일, 영국군이 온달스네스에서 철수했다는 사실이 알려졌을 때 발표했던 성명을 상기시키며 연설을 시작했다. 이제 그는 연합군이 중앙 및 남부 노르웨이에서 철수하는 것을 완료하기 위해 남소스에서도 철수했음을 확인할 수 있었다 (북부 노르웨이에서의 전역은 계속되었다). 체임벌린은 연합군의 손실을 중요하지 않게 취급하려고 노력했고, 영국 병사들이 "개개인으로 볼 때 적보다 우수하다"고 주장했다. 그는 영국군의 "훌륭한 용기와 돌진"을 칭찬했지만, 그들이 "우월한 장비를 가진 우월한 병력에 노출되었다"는 점을 인정했다.
체임벌린은 이어서 "상황을 설명하고" "정부에 대한 특정 비판을 검토할 것"이라고 말했다. 그는 철수가 하원과 국민 모두에게 "틀림없이" 충격을 주었을 것이라고 밝혔다. 이 시점에서 방해가 시작되었는데, 노동당 의원 벤 스미스가 "그리고 해외에서도"라고 외쳤고, 익명의 의원이 "전 세계에서"라고 덧붙였다.
체임벌린은 "장관들은 물론 모든 것에 대해 비난받을 것이라 예상해야 한다"고 비꼬듯이 답했다. 이것은 여러 의원들이 조롱하듯이 "그들은 버스를 놓쳤다!"라고 외치면서 격렬한 반응을 불러일으켰다. 의장은 의원들에게 방해하지 말라고 요청해야 했지만, 그들은 체임벌린의 연설 내내 그 문구를 계속 반복했고, 그는 "상당히 여성스러운 짜증스러운 몸짓"이라고 묘사된 반응을 보였다. 결국 그는 그 문구의 원래 사용을 직접 변호해야 했는데, 전쟁 발발 시 무장력의 차이가 가장 컸을 때 독일이 연합군을 공격할 것이라고 예상했다고 주장했다.
체임벌린의 연설은 널리 비판받았다. 로이 젱킨스는 이를 "아무도 감명시키지 못한 지친 방어적 연설"이라고 평했다. 자유당 의원 헨리 모리스-존스는 체임벌린이 "부서진 사람"처럼 보였고 평소의 자신감 없이 말했다고 말했다. 체임벌린이 "이점의 균형은 우리 편에 있었다"고 주장하자, 자유당 의원 딩글 풋은 자신이 듣는 것을 믿을 수 없다고 말하며 체임벌린이 영국이 큰 패배를 겪었다는 사실을 부인하고 있다고 말했다. 백벤처 보수당 의원 레오 아메리는 체임벌린의 연설이 하원을 동요하고 우울하게 만들었지만, 아직 반란적인 상태는 아니었다고 말했다. 아메리는 체임벌린이 "현재 상황에 분명히 만족하고 있었다"고 믿었고, 정부 진영에서는 존 콜빌의 말에 따르면 "잘 넘어갈 것"이라고 믿었기 때문에 분위기는 실제로 긍정적이었다.

### 애틀리의 체임벌린에 대한 답변
클레멘트 애틀리는 야당 대표로서 답변했다. 그는 체임벌린과 처칠이 최근 영국군의 승리에 대해 자신감을 표명했던 일부 발언을 인용했다. 장관들의 성명, 그리고 더 나아가 정부가 지시했거나 (또는 의도적으로 수정하지 않은) 언론은 노르웨이 전역에 대해 지나치게 낙관적인 그림을 그렸다. 조성된 자신감 수준을 고려할 때, 이번 좌절은 광범위한 실망을 불러일으켰다. 애틀리는 이제 정부 계획 문제를 제기했으며, 이는 나중에 여러 연사들에 의해 다시 언급될 것이다.
지금까지 이 전쟁에서 우리 측에서는 어떤 주도권도 없었다고 말한다. 또한 우리에게 가해질 수 있는 공격에 대한 실제적인 계획이 없다고도 말한다. 나는 우리가 이 문제를 그러한 관점에서 검토해야 한다고 생각한다.

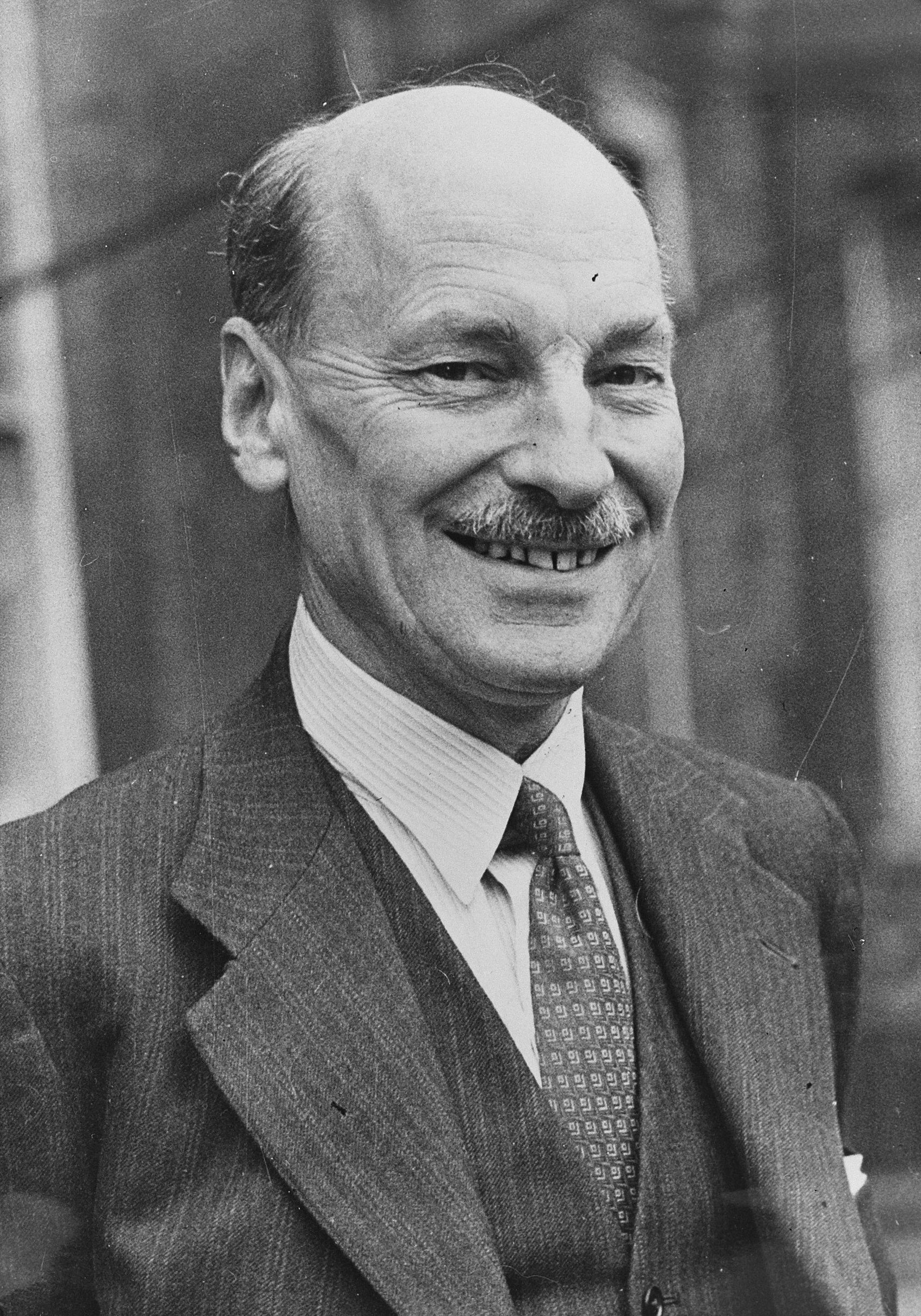
클레멘트 애틀리, 야당 대표.

체임벌린은 처칠에게 추가 권한이 부여되어 참모총장들을 지휘하게 될 것이라고 발표했다. 애틀리는 이를 정부의 무능력의 예시로 삼았지만, 처칠을 비난하지는 않았다. 그는 다음과 같이 말했다.
주요 전략을 담당하는 사람이 특정 부대를 지휘하는 것은 모든 좋은 조직 규칙에 위배된다. 마치 야전에서 군대를 지휘하는 사람이 사단을 지휘하는 것과 같다. 그는 더 넓은 전략 문제와 자신의 즉각적인 지휘에 영향을 미치는 문제 사이에서 분열된 이해관계를 가진다. 해군 장관은 훌륭한 능력을 가지고 있지만, 그가 그러한 불가능한 상황에 놓이는 것은 그에게 공평하지 않다.
애틀리는 이 논쟁 내내 계속될 주제를 여기서 건드렸다. 즉, 정부는 무능하지만 처칠 자신은 무능하지 않다는 것이다. 비록 그가 정부의 일원이었지만, 젱킨스가 말하는 재능의 오용으로 고통받았기 때문이다. 젱킨스는 처칠의 잠재력이 완전히 활용되지 않았고, 무엇보다도 그는 유화정책의 오점으로부터 자유로웠다고 언급한다.
체임벌린은 연설 중에 "버스를 놓쳤다"는 야유를 들었고, 한 달 전 그 표현을 사용한 것을 필사적으로 변명하려다가 실패하여 자신의 입장을 더욱 악화시켰다. 그렇게 함으로써 그는 애틀리에게 기회를 제공했다. 애틀리는 답변의 결론 부분에서 다음과 같이 말했다.
노르웨이는 체코슬로바키아와 폴란드를 뒤따른다. 모든 곳에서 이야기는 "너무 늦었다"이다. 총리는 버스를 놓쳤다고 말했다. 1931년 이후 그와 그의 동료들이 놓친 모든 버스는 어떠한가? 그들은 모든 평화 버스를 놓쳤지만 전쟁 버스는 잡았다.
애틀리의 마지막 말은 모든 보수당 의원들을 직접적으로 공격하며, 그들이 실패자임을 알면서도 장관들을 지지해 주었기 때문에 비난했다.
그들은 원내총무에 대한 충성심이 국가의 진정한 요구에 대한 충성심을 압도하도록 허용했다. 나는 하원이 전적인 책임을 져야 한다고 말한다. 이 나라에는 전쟁에서 패할 것이 아니라 전쟁에서 이길 것이라는 광범위한 감정이 퍼져 있지만, 전쟁에서 이기려면 우리를 전쟁으로 이끈 사람들과 다른 사람들이 ру舵를 잡아야 한다고 말한다.
레오 아메리는 나중에 애틀리가 의회 분할 (즉, 투표)을 요구하지 않은 자제가 모든 비판보다 더 중요했다고 말했다. 아메리는 이것이 보수당 의원들이 논쟁 첫째 날에 더 쉽게 영향을 받도록 만들었다고 믿었다.

### 싱클레어의 체임벌린에 대한 답변

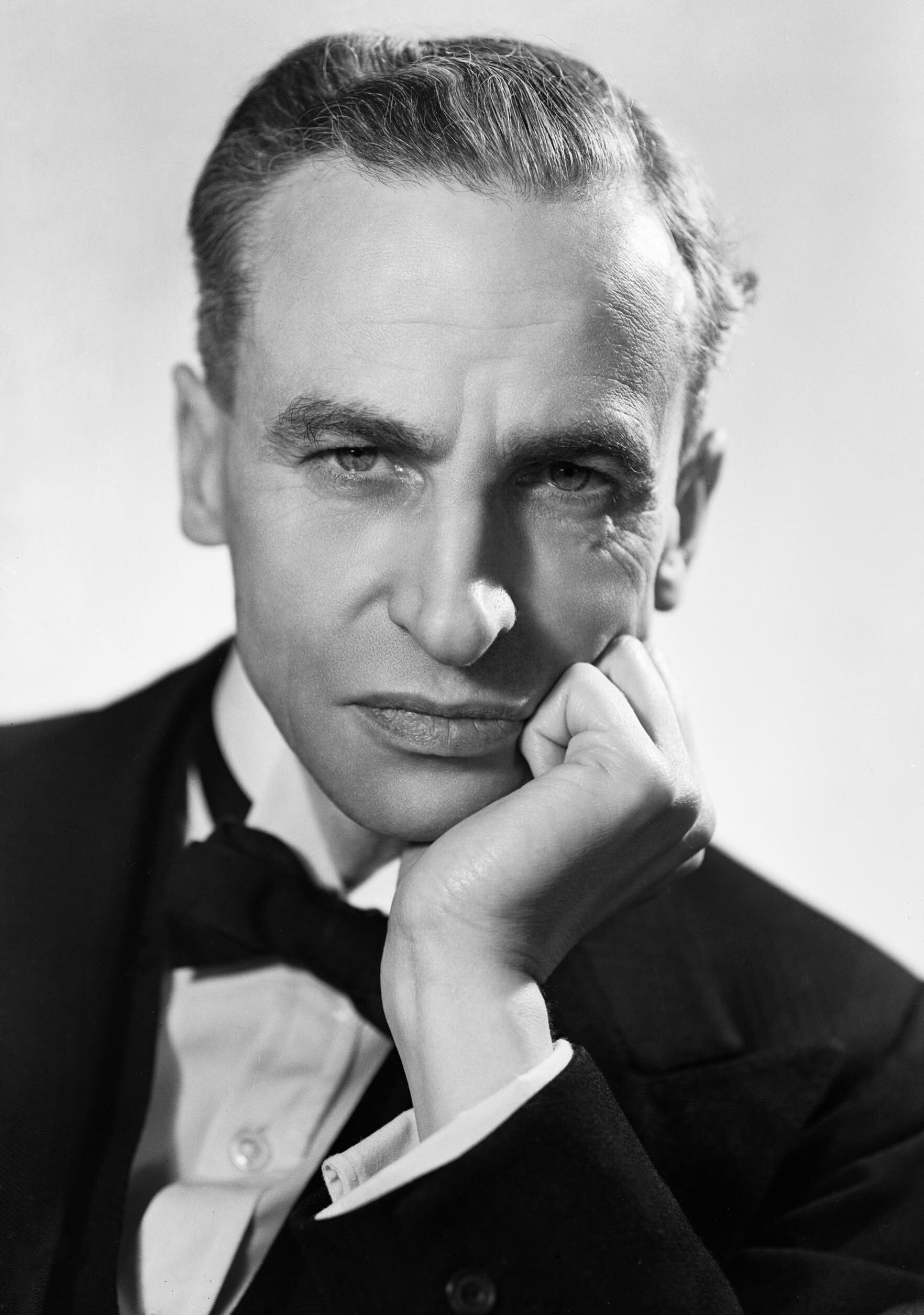
아치볼드 싱클레어

다음으로 자유당의 지도자 아치볼드 싱클레어 경이 연설했다. 그 역시 비판적이었고, 입증되었다고 여겨지는 군 및 해군 참모의 효율성과 정치적 비효율성을 비교하며 연설을 시작했다.
이러한 조직의 붕괴는 전쟁의 정치적 방향과 이러한 매우 어려운 작전을 제때 준비하도록 참모진에게 주어진 지시에 대한 선견지명이 없었기 때문이며, 참모진이 길고 신중하게 숙성된 계획에 따라 작업하는 대신 급하게 즉흥적으로 처리했기 때문이라는 것이 나의 주장이다.
그는 체임벌린으로부터 군대가 노르웨이로 파견될 준비가 되어 있었지만, 그들을 수송할 병력 수송선은 확보되지 않았다는 시인를 얻어냈다. 싱클레어는 노르웨이에서 돌아온 군인들이 그에게 보고한 부적절하고 결함 있는 장비와 혼란의 사례를 제시했다. 체임벌린은 연합군의 계획이 실패한 것은 노르웨이인들이 독일군에게 예상했던 저항을 하지 않았기 때문이라고 시사했다. 싱클레어는 군인들이 "노르웨이인들이 자신들과 함께 싸운 용기와 결단력에 대해 높은 찬사를 보냈다. 특히 노르웨이 스키 순찰대에 대해 특별한 찬사를 보냈다. 릴레함메르의 노르웨이인들은 소총만으로 탱크, 장갑차, 폭격기, 그리고 현대전의 모든 장비를 갖춘 독일군을 7일 동안 저지했다"고 보고했다.
그는 연설을 마치며 의회에 "소리 내어 말하고 (말하기를) 우리는 전쟁을 더욱 강력하게 수행하기 위한 정책 (을 추진하기 위해) 미봉책을 끝내야 한다"고 촉구했다.

### 더 이상 평범한 토론이 아니었다
첫째 날의 나머지 토론에서는 체임벌린 정부를 지지하고 비판하는 연설이 이어졌다. 싱클레어에 이어 보수당의 헨리 페이지 크로프트 준장과 노동당의 조시아 웨지우드 대령 등 두 명의 전직 군인이 연설했다. 노동당으로부터 조롱받은 크로프트는 체임벌린을 지지하는 설득력 없는 주장을 펼쳤고, 언론을 "가장 큰 독재자"라고 묘사했다.
웨지우드는 크로프트를 "온 나라의 사기를 꺾는 피상적인 낙관주의"에 대해 비난했다. 웨지우드는 히틀러와 협상하려 하는 내재된 위험을 경고하고, "이 전쟁을 진지하게 받아들일 수 있는 정부"에 의해 전쟁을 수행할 것을 촉구했다.
토론에 참석한 국민노동당 의원 해럴드 니컬슨은 20세기 영국 정치에서 가장 뛰어난 일기 작가였다. 그는 웨지우드가 한 발언에 특별히 주목했는데, 니컬슨의 견해로는 그 발언이 "평범한 토론을 (변화시켜) 엄청난 의지의 충돌"로 만들었다. 웨지우드는 정부가 영국 침공을 막기 위한 어떤 계획이라도 준비하고 있는지 물었다. 보수당 의원 어니스트 테일러 부제독은 그를 방해하며 왕립 해군을 잊었는지 물었다. 웨지우드는 다음과 같이 반박했다.
| “ | 영국 해군은 폭격으로부터 안전하게 지키기 위해 지중해 반대편 끝으로 가지 않았다면 이 나라를 완벽하게 방어할 수 있었을 것이다. | ” |

잠시 후, 포츠머스 노스(Portsmouth North)의 보수당 의원인 로저 키스 경 해군 제독이 의사당에 도착했고, 금빛 장식과 6줄의 훈장 리본이 달린 제복을 입고 위풍당당한 모습으로 눈길을 끌었다. 그는 니콜슨 바로 뒤의 벤치에 앉았고, 니콜슨은 그에게 웨지우드의 발언이 휘갈겨 쓰인 종이 한 장을 건넸다. 키스는 의장에게 가서 해군의 명예가 걸린 문제이니 다음으로 발언권을 달라고 요청했지만, 사실 그는 체임벌린 정부를 비판할 의도로 의사당에 왔었다.

### 키스: "나는 전투 해군을 대표하여 말한다"
웨지우드가 자리에 앉자 의장은 키스를 불렀고, 키스는 웨지우드의 발언을 "젠장할 모욕"이라고 비난하며 연설을 시작했다. 하원, 특히 데이비드 로이드 조지는 "박수갈채를 보냈다". 키스는 재빨리 다음 주제로 넘어갔고, 이 논쟁에서 첫 번째 토리 반군이 되었다. 젱킨스가 말했듯이, 키스는 "체임벌린에게 총을 겨눴지만" "처칠의 위대한 능력이 적절히 활용되는 것을 간절히 보고 싶었다"는 단서를 달았다.

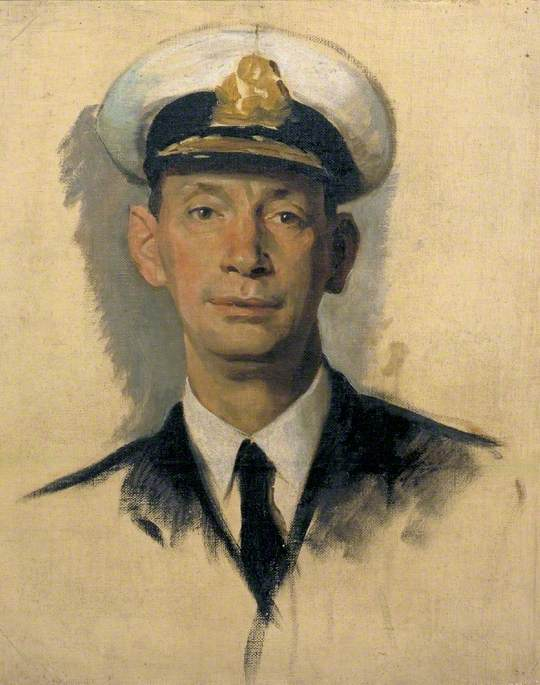
글린 워런 필폿이 그린 키스의 스케치, 1918년. 임페리얼 전쟁 박물관

키스는 해군 도시를 대표하는 제1차 세계 대전의 영웅이자 해군 원수였다 (더 이상 현역에 있지는 않았다). 그는 주로 해군 작전, 특히 트론헤임을 탈환하려던 실패한 작전의 수행에 대해 연설했다. 키스는 하원에게 다음과 같이 말했다.
나는 오늘 처음으로 제복을 입고 하원에 왔다. 매우 불행한 전투 해군 장교들과 병사들을 위해 말하고 싶기 때문이다. 나는 노르웨이 항구로 기만적으로 진입한 독일군 전함과 수송선이 나르비크에서처럼 추격당하고 파괴되지 않은 것이 그들의 잘못이 아니라는 것을 분명히 하고 싶다. 내가 말하는 사람들의 잘못이 아니다. 적군이 거의 한 달 동안 취약한 항구와 비행장을 논란의 여지 없이 점령하도록 내버려 두었고, 해상과 공중으로 증원군을 쏟아붓고, 전차, 중포, 기계화 수송기를 상륙시킬 시간을 주었으며, 화이트홀의 사기에 엄청난 영향을 미친 공중 공격을 개발할 시간을 주었다. 만약 그들이 더 용감하고 공격적으로 고용되었다면, 이러한 불행한 사건들을 막는 데 많은 기여를 하고 비우호적인 중립국들에게 많은 영향을 미쳤을 것이다.
하원이 침묵 속에 경청하는 가운데, 키스는 티투스 리비우스의 문구를 인용하며 연설을 마쳤다.
수백 명의 젊은 장교들이 워버튼-리의 횃불을 잡거나 비안의 "코사크"의 업적을 모방하기를 간절히 기다리고 있다. 140년 전 넬슨은 "나는 가장 대담한 조치가 가장 안전하다고 생각한다"고 말했으며, 이는 오늘날에도 유효하다.
19시 30분, 키스는 "우레와 같은 박수"를 받으며 자리에 앉았다. 니컬슨은 키스의 연설이 자신이 들어본 연설 중 가장 극적이었다고 썼고, 그 시점부터 논쟁은 노르웨이 전역에 대한 조사가 아니라 "정부의 전체 전쟁 노력에 대한 비판"이 되었다.

### 존스와 벨렌저
다음 두 연사는 국민 자유당의 루이스 존스와 노동당의 프레더릭 벨렌저였다. 벨렌저는 여전히 현역 장교였고 한 달 후에야 프랑스에서 철수했다. 체임벌린을 지지한 존스는 인상적이지 않았고, 나중에 토론에 당파 정치를 도입했다는 비난을 받았다. 존스가 연설하는 동안 의사당에서는 대규모 퇴장이 있었다. 애틀리의 이전 메시지를 많이 반복한 벨렌저는 "국민의 이익을 위해" "다른 성격과 다른 성격의" 정부를 요구했다.

### 아메리: "하느님의 이름으로, 가라!"

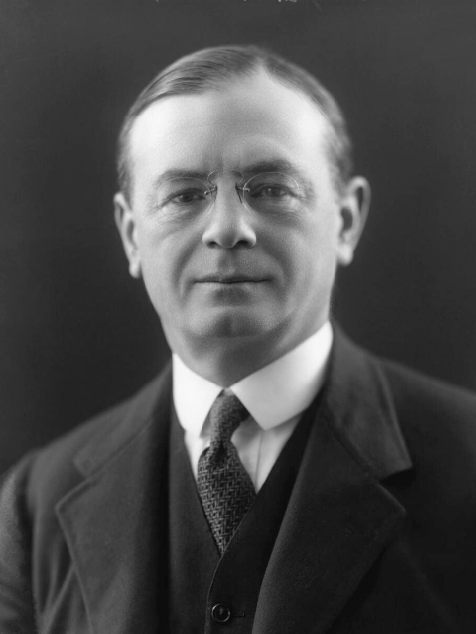
레오 아메리

벨렌저가 자리에 앉자 20시 3분이었고, 부의장 데니스 허버트는 몇 시간 동안 의장의 주의를 끌려고 노력했던 레오 아메리를 불렀다. 아메리는 나중에 연설을 시작했을 때 "겨우 12명"의 의원들만 참석했다고 언급했다 (니콜슨도 그들 중 하나였다). 아메리로부터 강력한 비판적인 연설을 기대했던 니콜슨은 아메리가 시작하자 분위기가 계속해서 고조되었고, 그의 연설은 곧 "열기를 훨씬 뛰어넘었다"고 썼다.
아메리에게는 약 60명의 의원들이 포함된 전당 행동 그룹의 의장인 클레먼트 데이비스라는 동맹이 있었다. 데이비스는 국민 정부의 채찍을 받는 국민 자유당 소속이었지만, 체임벌린에 대한 항의로 1939년 12월에 사임하고 야당의 자유당에 다시 합류하기 위해 의사당의 반대편으로 건너갔다. 다른 많은 의원들처럼, 데이비스도 존스가 연설을 시작했을 때 식사를 하러 갔지만, 아메리가 불렸다는 소식을 듣고 의사당으로 서둘러 돌아왔다. 거의 비어 있는 것을 보고 데이비스는 아메리에게 다가가 정부에 대한 그의 전체 주장을 진술하고 대규모 청중을 모을 시간을 주기 위해 그의 전체 연설을 전달하도록 촉구했다. 곧, 저녁 식사 시간이었음에도 불구하고, 의사당은 빠르게 채워지기 시작했다.
아메리의 연설은 의회 역사상 가장 유명한 연설 중 하나이다. 데이비스가 요청했듯이, 그는 의사당이 거의 가득 찰 때까지 시간을 벌었다. 연설의 대부분 동안, 가장 주목할 만한 결석자는 체임벌린 자신이었다. 그는 버킹엄궁에서 조지 6세와 알현하고 있었다. 아메리는 노르웨이 전역에 대한 정부의 계획과 실행, 특히 독일의 개입 가능성에 대한 정보 경고와 노르웨이 영해에 기뢰를 설치하여 노르웨이 중립성을 침해하려는 영국군의 계획에 대한 그러한 대응의 명백한 가능성에도 불구하고 준비 부족을 비판하며 시작했다. 그는 정부의 주도권 부족을 보여주는 자신의 경험에서 비유를 들었다.
기억나는데, 여러 해 전 동아프리카에서 내 젊은 친구 하나가 사자 사냥을 나섰다. 그는 기차에서 침대차를 확보하여 그가 특정 식인 사자를 찾을 것으로 예상되는 곳 근처의 측선에 그 차를 분리해 놓았다. 그는 쉬면서 아침에 사자를 사냥할 꿈을 꾸었다. 불행히도 그 사자는 그날 밤 인간 사냥을 나갔다. 그는 침대차 뒤쪽으로 기어 올라가 미닫이문을 긁어 열고 내 친구를 잡아먹었다. 이것이 우리 노르웨이 주도권의 간략한 이야기이다.
하원 내 긴장감이 고조되고 아메리가 "점점 커지는 박수갈채" 속에서 연설을 하는 동안 에드워드 스피어스는 그가 정부 유리 온실에 거대한 돌을 던지고 있으며 "연속적인 귀청을 찢는 폭발의 효과"를 내고 있다고 생각했다. 아메리는 논쟁의 범위를 넓혀 현재까지 정부의 전반적인 전쟁 수행을 비판했다. 그는 결론을 향해 나아가며, 노동조합회의가 "내부에서 국가적 노력의 힘을 강화"하기 위해 참여해야 하는 "진정한" 국민 정부의 형성을 요구했다.
자료마다 약간의 차이는 있지만, 체임벌린이 아메리의 결론을 듣기 위해 의사당으로 돌아왔다는 점에는 대체로 의견이 일치한다. 니콜슨은 체임벌린이 "우울하고 불안한 의석"에 앉아 있었다고 기록했다. 아메리는 다음과 같이 말했다.
어떻게든 우리는 우리 적들을 전투 정신, 대담함, 결단력, 승리욕으로 능가할 수 있는 사람들을 정부에 들여보내야 한다. 약 300년 전, 이 의회는 자신들의 군대가 루퍼트 왕자의 기병대, 기사들의 용맹과 대담함에 의해 번번이 패배하고 있음을 알았을 때, 올리버 크롬웰은 존 함프던에게 말했다. 그의 연설 중 한 부분에서 그는 자신이 말했던 것을 언급했다. 그것은 이것이었다: 나는 그에게 말했다. "당신의 군대는 대부분 늙고 퇴락한 하인들이며 주점 주인과 같은 종류의 패거리들이다.... 당신은 그들이 갈 수 있는 만큼 멀리 갈 정신을 가진 사람들을 얻어야 한다. 그렇지 않으면 당신은 계속 패배할 것이다." 이들을 찾기 쉽지 않을 수 있다. 그들은 시련을 통해 그리고 실패하고 결점이 발견된 모든 이들을 무자비하게 제거함으로써만 찾을 수 있다. 우리는 오늘 우리의 생명, 우리의 자유, 우리의 모든 것을 위해 싸우고 있다. 우리는 지금처럼 이끌려 갈 수 없다. 나는 올리버 크롬웰의 특정한 말을 인용했다. 나는 다른 특정한 말을 인용할 것이다. 나는 그렇게 하는 것을 매우 망설인다. 왜냐하면 나는 나의 오랜 친구이자 동료들에 대해 말하고 있기 때문이다. 그러나 그것은 현재 상황에 적용될 수 있다고 생각하는 말이다. 이것은 크롬웰이 장기의회가 더 이상 국가의 업무를 수행하기에 적합하지 않다고 생각했을 때 했던 말이다: "당신들은 여기서 너무 오랫동안 앉아 있으면서 어떤 좋은 일도 하지 않았다. 떠나라고 말한다. 그리고 당신들과 함께 끝내자. 하느님의 이름으로, 가라."
아메리는 마지막 여섯 단어를 거의 속삭이듯이 말하며, 그렇게 하면서 체임벌린을 손가락으로 가리켰다. 그는 자리에 앉았고, 정부의 반대자들은 그에게 환호했다.
그 후 로이드 조지는 아메리에게 그의 결론이 자신이 들었던 어떤 연설의 가장 극적인 절정이었다고 말했다. 아메리 자신은 자신이 노동당이 다음날 의회 분할을 강행하는 데 도움이 되었다고 생각한다고 말했다. 해럴드 맥밀런은 나중에 아메리의 연설이 "체임벌린 정부를 효과적으로 파괴했다"고 말했다.

### 나중 연설
아메리가 20시 44분에 자리에 앉았고, 토론은 23시 30분까지 계속되었다. 다음 연설은 아치볼드 사우스비 경이 체임벌린을 변호하려 시도했다.
장관들의 실패를 정확히 어떤 방식으로 실패했는지 명시하지 않고서 엉터리로 말하기 쉽습니다. 무능력, 무능함, 지연에 대한 비난을 정확히 어느 정도까지 입증할 수 있는지 명시하지 않고 마구 던지기 쉽습니다. 저는 존경하는 신사분께서 하신 모든 말씀을 경청했습니다. 그는 정부에 대한 일반적인 실패 비난으로 가득했습니다. 만약 그가 전쟁 초기에 국가의 업무를 담당했더라면, 옳든 그르든, 독일보다 먼저 노르웨이와 스웨덴에 진입하는 것이 우리가 취해야 할 적절한 조치라고 생각했을 것 같습니다. 그 견해가 옳든 그르든 말입니다. 그러나 그 견해가 옳았다면, 우리는 지금 독일이 우리보다 먼저 네덜란드와 벨기에에 진입하지 못하도록 그곳에 진입하는 것이 옳을 것입니다.
그는 아메리의 연설이 "확실히 베를린에 큰 만족감을 줄 것"이라고 선언했고, 그는 야유를 받았다. 밥 부스비가 끼어들어 "이 나라에 더 큰 만족감을 줄 것"이라고 말했다.
사우스비에 이어 노동당의 제임스 밀너가 연설했고, 그는 리즈 지역구의 대다수 유권자들이 최근 사태에 대해 깊은 불만을 표명했다고 말했다. 그는 영국이 전쟁에서 승리하려면 "급진적인 변화"가 필요하다고 촉구했다. 다음 연사는 에드워드 터너였고, 21시 28분에 시작했다. 그는 보수당 소속이었지만, 밀너의 연설에서 동의하는 부분이 많지만, 사우스비의 연설에서는 동의할 수 있는 부분이 거의 없다고 말하며 연설을 시작했다.
다음 연사는 노동당 부대표인 아서 그린우드였다. 그는 젱킨스가 "건장한 노동당 마무리"라고 부르는 연설을 했다. 결론에서 그린우드는 "활기차고 상상력이 풍부한 전쟁 지휘"를 요구했는데, 이는 정부가 수동적이고 방어적이었기 때문에 지금까지 부족했다. 왜냐하면 "(세상이 알아야 할) 우리는 이 전쟁에서 결코 주도권을 잡은 적이 없기 때문"이다. 정부를 대표하여 요약 연설을 한 사람은 육군 장관인 올리버 스탠리였는데, 그의 그린우드에 대한 답변은 효과적이지 못했다는 평을 받았다.

## 5월 8일: 둘째 날과 분할

### 모리슨: "우리는 의회를 분할해야 한다"
일반적으로 노동당은 논쟁 시작 전에 의회 분할을 의도하지 않았지만, 애틀리는 키스와 아메리의 연설을 듣고 보수당 내 불만이 생각보다 훨씬 깊다는 것을 깨달았다. 수요일 아침 당의 의회 집행 위원회 회의가 열렸고, 애틀리는 그날 논쟁 끝에 의회 분할을 강행할 것을 제안했다. 휴 달튼을 포함한 소수의 반대자가 있었지만, 나중에 열린 두 번째 회의에서 이들은 표결로 부결되었다.
그 결과, 허버트 모리슨이 16시 직후 토론을 다시 시작했을 때, 그는 다음과 같이 발표했다.
우리가 논의하고 있는 사건들의 심각성을 고려할 때, 의회는 의무가 있고 모든 의원은 그에 대한 자신의 특정 판단을 기록할 책임이 있다고 생각하며, 우리는 오늘 토론이 끝날 때 의회를 분할해야 한다고 느낀다.
젱킨스는 노동당의 분할 결정이 통상적인 휴회 동의를 "불신임 투표와 동등한 것"으로 바꾸었다고 말한다. 앞서 개회사에서 모리슨은 자신의 비판을 체임벌린, 존 사이먼, 새뮤얼 호어에게 집중했는데, 이들은 유화정책과 가장 밀접하게 연관된 세 명의 장관이었다.

### 체임벌린: "나는 하원에 친구들이 있다"
공군 장관인 호어가 다음으로 연설할 예정이었지만, 체임벌린은 모리슨에게 답해야 한다고 주장했고, 잘못 판단된 재앙적인 개입을 했다. 체임벌린은 국가 통합을 호소하는 대신, 하원에 있는 자신의 친구들의 지지를 호소했다.
존경하는 신사분께서 방금 하신 말씀 때문에 제가 이 단계에서 잠시 개입할 필요가 생겼습니다. 존경하는 신사분께서는 연설을 시작하며 이 자리의 중대성을 강조하셨습니다. 그분께서 하신 말씀, 정부 전체에 대한 도전과 특히 저에 대한 공격은 이 자리를 더욱 심각하게 만듭니다. 당연히 저는 정부의 수장으로서 정부의 행동에 대한 주된 책임을 받아들입니다. 그리고 제 동료들도 정부의 행동에 대한 책임을 주저하지 않고 받아들일 것입니다. 그러나 이것이 심각한 것은 어떤 개인적인 고려 때문이 아닙니다. 왜냐하면 우리 중 누구도 이 하원의 신뢰를 유지하는 것보다 단 한 순간이라도 더 오래 직책을 유지하고 싶어하지 않기 때문입니다. 하지만 제가 어제 하원에 경고했듯이, 지금은 국가적 위험의 시기이며, 우리는 이 나라의 단결된 행동으로 맞서 싸워야 할 무자비한 적을 직면하고 있기 때문에 더욱 심각합니다. 정부를 비판하는 것이 의무일 수도 있습니다. 저는 비판을 회피하려고 하지 않습니다. 그러나 저는 하원에 있는 제 친구들에게 말씀드립니다. – 그리고 저는 하원에 친구들이 있습니다. 어떤 정부도 국민과 의회의 지지 없이는 효율적으로 전쟁을 수행할 수 없습니다. 저는 이 도전을 받아들입니다. 오히려 환영합니다. 적어도 누가 우리와 함께하고 누가 우리에게 반대하는지 알 수 있을 것이며, 저는 오늘 밤 로비에서 우리를 지지해 달라고 제 친구들에게 요청합니다.
그것은 자신의 당으로부터 채찍을 통한 지지에 너무 노골적으로 의존하는 것을 분열적이라고 여긴 많은 참석자들을 충격에 빠뜨렸다. 체임벌린의 강력한 비판자였던 보수당 의원 밥 부스비는 "나는 아니다!"라고 외쳤고, 체임벌린으로부터 매서운 눈초리를 받았다. "친구들"에 대한 강조는 당파적이고 분열적이며, 위기 상황에서 정치를 국가적 차원에서 개인적 차원으로 격하시키는 것으로 간주되었다.
호어는 체임벌린에 이어 연설했고, 공군에 대한 수많은 질문에 대처하기 위해 애썼으며, 한 번은 영국 왕립 공군과 함대 항공대의 차이를 깨닫지 못했다. 그는 17시 37분에 자리에 앉았고, 그 뒤를 데이비드 로이드 조지가 이었다.

### 로이드 조지: "이 나라가 처한 최악의 전략적 상황"

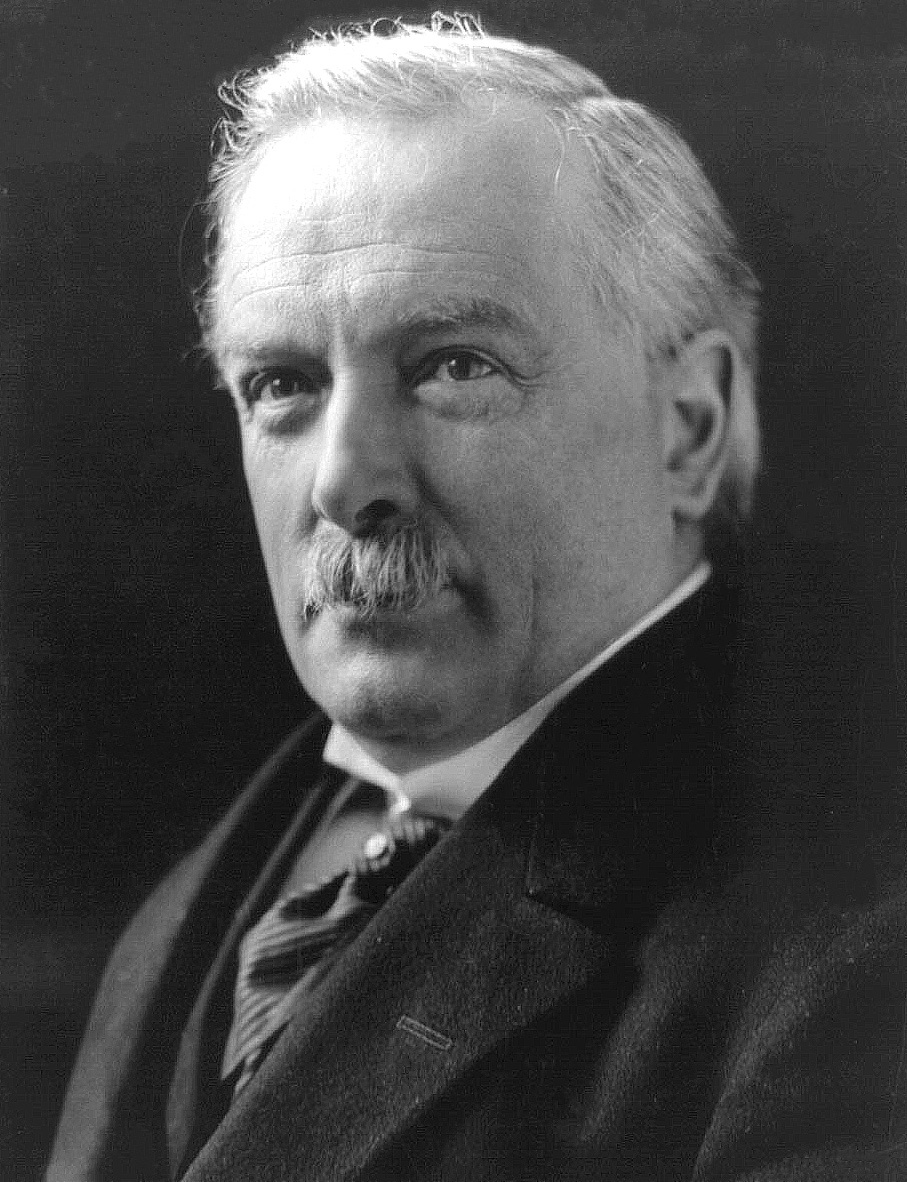
데이비드 로이드 조지 총리 재임 시절 (1919년경)

로이드 조지는 제1차 세계 대전 마지막 2년 동안 총리였다. 그는 이제 77세였고, 그가 50년 동안 앉았던 하원에서 그의 마지막 주요 기여가 될 터였다. 로이드 조지와 체임벌린 사이에는 개인적인 적대감이 있었다. 후자의 친구들에 대한 호소는 로이드 조지에게 보복의 기회를 주었다. 먼저 그는 전역의 수행을 공격했고, 호어의 전체 연설을 한 문장으로 일축하며 시작했다.
| “ | 저는 존경하는 공군 장관님의 연설 대부분을 들었습니다. 그리고 그분께서 주신 사실들이 정부에 대한 비판을 정당화하며, 정부를 방어하는 것이 아니라고 생각합니다. | ” |

로이드 조지는 이어서 계획과 준비 부족에 초점을 맞춰 정부에 대한 주된 공격을 시작했다.
우리는 성공을 보장할 만한 어떤 조치도 취하지 않았다. 이 중요한 원정은 이 나라의 전략적 위치에 엄청난 차이를 만들고 세계에서의 명성에 무한한 차이를 만들었을 터인데, 육군과 해군 간의 어떤 협력도 없이 반쯤 준비된, 반쯤 익은 원정군에 의존했다. 노르웨이에 대한 정부의 모든 행동을 이보다 더 심각하게 비난할 수는 없을 것이다. ... 존경하는 신사분께서는 우리 병사들의 용맹에 대해 말씀하셨고, 우리는 모두 그들을 똑같이 자랑스러워한다. 그 이야기들을 읽으면 우리는 전율을 느낀다. 그런데도 우리가 그들을 바보로 만들었으니 더욱 부끄러운 일이다.
그는 상황의 심각성을 강조하며, 1938년 뮌헨 협정 이후부터 외교 정책 실패의 결과로 영국이 처한 전략적으로 최악의 상황에 있다고 주장했다. 이 지점에서 방해를 받자 그는 다음과 같이 되받아쳤다.
| “ | 당신은 지금 듣든 나중에 듣든 들어야 할 것이다. 히틀러는 원내총무나 후원 비서에게 책임을 지지 않는다. | ” |

로이드 조지는 이어서 영국의 위신이 크게 손상되었으며, 특히 미국에서 그러했다고 말했다. 노르웨이 사태 이전에는 연합군이 전쟁에서 승리할 것이라고 미국인들이 의심하지 않았지만, 이제는 민주주의를 지키는 것이 그들의 책임이 될 것이라고 말하고 있다고 주장했다. 몇 차례의 방해를 처리한 후, 로이드 조지는 전전 및 현재까지의 재무장 속도를 비판했다.
이 의회에 항공, 육군, 심지어 해군을 위한 준비의 속도와 효율성에 만족한다고 말할 사람이 있는가? 모두가 실망했다. 모두가 무엇이든 간에 반만 진심으로, 비효율적으로, 추진력 없이, 지능 없이 행해졌다는 것을 알고 있다. 3, 4년 동안 나는 독일과 관련된 사실들이 해군 장관에 의해 과장되었다고 스스로 생각했다. 왜냐하면 당시 총리는 – 이 총리가 아니다 – 그것들이 사실이 아니라고 말했기 때문이다. 해군 장관이 옳았다. 그리고 전쟁이 터졌다. 속도는 거의 빨라지지 않았다. 여전히 같은 여유로움과 비효율성이 있었다. 비행기, 탱크, 총, 특히 대공포에 대해 우리가 한 일에 만족한다고 말할 사람이 있는가? 그것들을 사용하기 위한 군대 훈련에 우리가 취한 조치에 만족하는 사람이 있는가? 아무도 만족하지 않는다. 온 세상이 그것을 알고 있다. 그리고 우리는 이 나라가 지금까지 처한 최악의 전략적 상황에 처해 있다.

### 처칠과 체임벌린의 로이드 조지 연설 개입
이 지점에서 끼어든 발언을 다루면서 로이드 조지는 지나가는 말로, 해군 장관이 노르웨이에서 일어난 모든 일에 전적으로 책임이 있다고 생각하지 않는다고 말했다. 처칠은 끼어들어 다음과 같이 말했다.
| “ | 저는 해군성에서 행한 모든 일에 대한 완전한 책임을 지며, 그 부담의 모든 부분을 분담합니다. | ” |

이에 대해 로이드 조지는 다음과 같이 말했다.
| “ | 존경하는 신사분께서는 자신의 동료들을 파편으로부터 보호하기 위해 자신을 대피소로 바꾸어서는 안 된다. | ” |

젱킨스는 이를 "훌륭한 은유"라고 칭찬했지만, 자발적이었는지 궁금해했다. 이는 정부 의석을 제외한 하원 전체에 웃음을 불러일으켰는데, 정부 의석의 모든 얼굴은 굳어 있었다. 갤러리의 한 관중, 레이디 알렉산드라 메트칼프는 유일한 예외가 처칠 자신이었다고 기록했다. 그녀는 그가 다리를 흔들며 웃음을 참으려 애썼다고 회상했다. 상황이 진정되자 로이드 조지는 연설을 재개했고, 이제 체임벌린 개인에게 공격의 포화를 집중했다.
| “ | 그러나 그것이 현실이며, 우리는 그것을 직시해야 한다. 나는 우리가 이것을 당파적인 문제가 아니라 민족적 문제로, 개인적인 문제가 아니라 민족적 문제로 직시해야 한다는 총리의 의견에 동의한다. 총리는 이 점에서 자신의 인격을 국가의 이익과 분리할 수 없는 위치에 있지 않다. | ” |

체임벌린은 일어서서 연설자 상자를 향해 몸을 기울이며, 다음과 같이 요구했다.
| “ | 그 발언의 의미는 무엇인가? 나는 내 인격이 [의원들: "그랬지!"] 오히려, 나는 이 문제에서 인격이 개입해서는 안 된다는 점을 강조했다. | ” |

### 로이드 조지: 체임벌린은 "관직을 희생해야 한다"
로이드 조지는 그 발언에 대해 체임벌린에게 직접 사임을 요구했다.
존경하는 신사분께서 그 발언을 하셨을 때 저는 여기 없었지만, 그분께서는 위대한 국가적, 제국적, 세계적 문제에 대해 분명히 호소하셨다. 그는 "나에게는 친구들이 있다"고 말했다. 이는 총리의 친구들이 누구인가의 문제가 아니다. 이는 훨씬 더 큰 문제이다. 총리는 자신이 평화 시와 전쟁 시에 이 무서운 적을 만났다는 것을 기억해야 한다. 그는 항상 패배했다. 그는 우정이라는 명분으로 호소할 입장이 아니다. 그는 희생을 호소했다. 나라는 지도력이 있는 한, 정부가 무엇을 목표로 하는지 명확히 보여주는 한, 그리고 나라가 자신을 이끄는 사람들이 최선을 다하고 있다고 확신하는 한 모든 희생을 감수할 준비가 되어 있다. 나는 엄숙히 말하건대, 총리는 희생의 본보기가 되어야 한다. 왜냐하면 이 전쟁에서 승리하는 데 그가 관직을 희생하는 것보다 더 크게 기여할 수 있는 것은 없기 때문이다.
로이드 조지가 자리에 앉자 침묵이 흘렀고, 한 관찰자는 지난 8개월 동안의 모든 좌절이 터져 나왔다고 말했다. 체임벌린은 깊이 동요했고, 이틀 후 친구에게 의회에서 이런 일은 한 번도 들어본 적이 없다고 말했다. 처칠은 킹즐리 우드에게 나중에 요약 연설을 하는 것이 자신에게 "젠장할 정도로 어려울 것"이라고 말하는 것이 들렸다. 젱킨스는 이 연설이 로이드 조지의 전성기를 떠올리게 한다고 말한다. 이는 수년 만에 그의 최고의 연설이었고, 실제 영향력이 있는 그의 마지막 연설이었다.

### 다른 연사들
로이드 조지가 18시 10분에 연설을 마쳤고, 약 4시간 후 처칠이 정부 입장을 요약하여 표결을 앞두고 마무리 연설을 시작했다. 그 사이 여러 연사들이 정부를 찬성하고 반대하는 주장을 펼쳤다. 여기에는 오랜 기간 활동한 국민 자유당 의원인 조지 램버트, 스태퍼드 크립스 경, 앨프레드 더프 쿠퍼, 조지 힉스, 조지 코트호프, 로버트 바워, 앨프레드 에드워즈, 헨리 브룩 등이 포함되었다. 이들 중 마지막인 브룩은 21시 14분에 연설을 마쳤고, A. V. 알렉산더에게 발언권을 넘겼다. 알렉산더는 노동당을 대변하여 마무리 연설을 했고, 처칠이 해군 장관으로서 답변할 수 있는 몇 가지 질문을 제시했다. 그러나 그의 마지막 요점은 체임벌린이 우정을 호소한 것에 대해 비판하는 것이었다.
총리께서 오늘 개입하신 이후, 저는 런던에서 대표적인 중립국 관계자들과 여러 차례 접촉했습니다. 그들은 만약 이 문제가 진정으로 전쟁에서 승리하는 문제보다 개인적인 우정과 인격을 우선시하는 방식으로 판단된다면, 중립국 영역에서 우리에게 남아 있는 공감을 크게 멀어지게 할 것이라고 느낍니다.
젱킨스는 알렉산더를 성격과 인격이 완전히 다르지만, 자신을 "미니 처칠"로 만들려고 노력한 사람이라고 묘사한다. 이 자리에서 그는 처칠에게 노르웨이에 대한 몇 가지 곤란한 질문을 던졌지만, 그 이전의 다른 연사들과 마찬가지로, 특히 체임벌린, 호어, 사이먼, 스탠리에 대한 심각한 비판 속에서도 진심 어린 존경심을 담아 질문을 했다. 처칠이 알렉산더의 연설에 늦게 의사당에 돌아와서 체임벌린이 그의 부재를 변명해야 했다는 점은 처칠에게 다소 당혹스러운 일이었다. 그는 노르웨이에 대한 알렉산더의 질문에 딱 맞춰 도착했다.

### 처칠이 정부를 위해 마무리한다

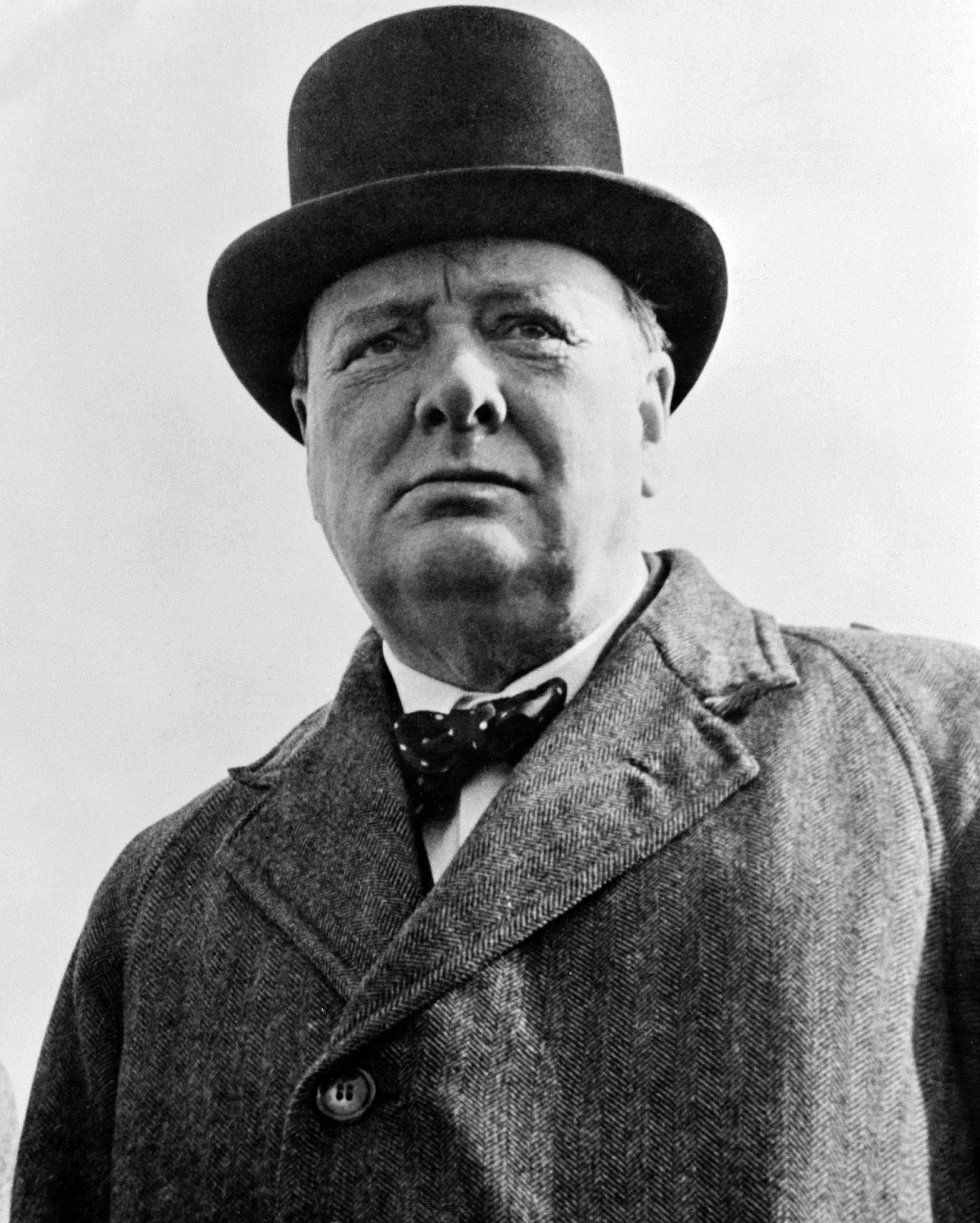
윈스턴 처칠

처칠은 22시 11분에 연설을 시작했고, 정부를 대표하여 토론을 마무리한 것은 11년 만에 처음이었다. 많은 의원들은 그가 자신의 위신을 손상시키지 않고 역전을 방어해야 했기 때문에 그의 경력에서 가장 어려운 연설이었다고 믿었다. 니콜슨이 묘사했듯이, 그는 체임벌린 정부에 대해 단 한 마디도 하지 않았지만, 그의 태도와 연설 기술로 인해 그들과 아무런 관련이 없는 듯한 인상을 주었기 때문에 그는 이를 해냈다는 것이 널리 퍼진 의견이었다.
처칠의 연설 첫 부분은 그가 말했듯이 노르웨이 전역에 관한 것이었다. 그는 비난 투표에 관한 두 번째 부분은 나중에 다룰 것이라고 말했는데, 이는 5시에 하원에 갑자기 제기된 새로운 문제였다.
처칠은 노르웨이 전역의 진행 상황을 강력하게 옹호했지만, 나르비크를 기뢰로 봉쇄해야 한다는 그의 주장은 여러 번 생략되었다. 그는 나르비크에서 전함 HMS 워스파이트를 성공적으로 사용했음에도 불구하고 수많은 위험에 처했다고 설명했다. 만약 어떤 일이 일어났다면, 이제 다른 곳에서도 해야 할 일의 본보기로 칭송받는 그 작전은 무모한 것으로 비난받았을 것이다.
| “ | 책임이 없을 때에는 쉽다. 감히 도전하여 벌칙이 가해지면 우리 수병들을 살해하는 것이고, 신중하면 비겁하고 겁 많고 무능하며 소심한 것이다. | ” |

트론헤임에서의 조치 부족에 대해 처칠은 인지된 위험 때문이 아니라 불필요하다고 생각했기 때문이라고 말했다. 그는 하원에 특히 나르비크에서 북부 노르웨이에서 전역이 계속되고 있음을 상기시켰지만, 그에 대한 어떤 예측도 내놓으려 하지 않았다. 대신 그는 지난 며칠 동안 "가치 없는 제안과 실제 거짓말의 폭포"라고 부른 것을 개탄하며 정부 비판자들을 공격했다.
겁에 질린 정치인들이 대담한 계획을 가진 제독들과 장군들을 방해하고 있다는 그림이 그려졌다. 다른 사람들은 제가 개인적으로 그들을 압도했거나, 그들 자신이 무능하고 비겁하다고 주장했다. 또 다른 사람들은 – 진실이 여러 측면을 가지고 있다면, 허위는 여러 혀를 가지고 있으니 – 제가 개인적으로 총리와 전시 내각에 더 폭력적인 행동을 제안했고, 그들이 그것을 주저하고 제지했다고 주장했다. 이 모든 것에는 한마디도 진실이 없다.
처칠은 이때 방해를 받았고, 아서 그린우드의 개입을 처리해야 했는데, 그린우드는 전시 내각이 트론헤임에서의 행동을 지연시켰는지 알고 싶어 했다. 처칠은 그것을 부인하고 그린우드에게 그런 망상을 버리라고 조언했다. 얼마 후, 그는 노동당 의원 매니 신웰의 발언에 반응했다.
| “ | 나는 존경하는 의원께서 그것을 좋아하지 않을 것이라고 감히 말한다. 그는 구석에 숨어 있다. | ” |

이것은 노련한 스코틀랜드 노동당 의원 닐 매클린이 주도한 일반적인 소란을 불러일으켰는데, 그는 술에 취해 "숨어있다"는 단어를 철회하라고 요구했다고 한다. 의장은 이 문제에 대해 판결을 내리지 않았고, 처칠은 그 발언을 철회하기를 단호히 거부하며 다음과 같이 덧붙였다.
| “ | 하루 종일 욕설을 들어야 했는데, 이제 반대쪽 의원들은 듣지도 않으려 한다. | ” |

처칠은 노르웨이 전역에서의 해군 작전 수행을 길게 변호한 후, 제안된 표결에 대해서는 거의 언급하지 않았고, 다만 너무 짧은 통지에 대해 불평했다.
| “ | 이렇게 중대한 결정을 너무 성급하고 짧은 통지 후에, 그리고 광범위하게 논의된 분야에서 내리는 것은 의회가 완전히 잘못된 일이라고 생각한다. | ” |

그는 이렇게 결론을 내렸다.
논쟁을 옹호하는 것이 아님을 말씀드립니다. 우리는 지난 이틀 동안 이를 견뎌냈고, 제가 격분했다면, 그것은 제가 (의원들과) 싸움을 걸려는 의도가 아닙니다. 오히려 저는 전전의 숙원들은 잊고, 개인적인 싸움은 잊고, 공통의 적에 대한 증오심을 유지하자고 말합니다. 당파적인 이익은 무시하고, 우리의 모든 에너지를 활용하여, 국가의 모든 능력과 힘을 투쟁에 쏟아붓고, 모든 강한 말들이 고삐를 당기게 합시다. 지난 전쟁 중 어느 때보다 우리는 지금 더 큰 위험에 처해 있으며, 저는 의회가 이러한 문제들을 성급한 투표로, 제대로 논의되지 않고 광범위한 분야에서가 아니라, 의회의 위엄에 따라 엄숙한 시기에 적절하게 다룰 것을 강력히 촉구합니다.
처칠은 자리에 앉았지만 하원의 양쪽에서 야유가 계속되었고, 칩스 채넌은 나중에 "대혼란 같았다"고 썼다. 노동당의 휴 달튼은 연설 끝부분에 많은 소란이 일어났으며, 그 중 일부는 상당히 어리석었다고 썼다.

### 분할
23시 00분, 의장이 일어서서 "이 의회는 이제 휴회한다"는 질문을 던졌다. 반대는 거의 없었고, 그는 분할을 선언하며 로비 비우기를 요청했다. 이 분할은 사실상 불신임 결의였으며, 처칠이 자신의 마무리 연설에서 언급했듯이 비난 투표였다. 총 615명의 의원 중, 분할이 호출되었을 때 550명 이상이 참석한 것으로 추정되지만, 481명만이 투표했다.
정부의 명목상 다수당은 213명이었으나, 정부를 일반적으로 지지하던 41명의 의원이 야당에 투표했고, 약 60명의 다른 보수당 의원들은 의도적으로 기권했다. 정부는 여전히 281대 200으로 투표에서 승리했지만, 다수당은 81명으로 줄었다. 젱킨스는 대부분의 상황에서는 충분히 유지될 수 있었겠지만, 영국이 전쟁에서 패하고 있고 단결과 리더십이 분명히 부족했던 상황에서는 그렇지 않았다고 말한다. 이러한 상황에서 역전은 치명적이었고, 체임벌린은 창백하고 침울한 표정으로 의사당을 떠났다.
보수당 의원들 사이에서 칩스 채넌과 다른 체임벌린 지지자들은 반대자들에게 "크비슬링"과 "쥐새끼"라고 외쳤고, 반대자들은 "예스맨"이라고 조롱으로 응수했다. 노동당의 조시아 웨지우드는 "룰 브리타니아"를 선창했고, 반대파 보수당 의원 해럴드 맥밀런이 합류했다. 이는 체임벌린이 의사당을 떠날 때 "가라!"는 외침으로 바뀌었다. 아메리, 키스, 맥밀런, 부스비는 노동당과 함께 투표한 반대파 중 일부였다. 다른 사람들은 낸시 애스터, 존 프러퓨모, 퀸틴 호그, 레슬리 호어-벨리샤, 에드워드 스피어스였지만, 던컨 샌디스와 같이 기권한 예상 반대자들과, 젱킨스의 말에 따르면 "처칠의 모범을 따르고 자신의 이익을 따르지 않아 정부에 투표한" 브렌든 브래큰은 아니었다. 콜빌은 일기에서 정부가 "상당히 만족했다"고 썼지만, 내각 개편이 필요하다는 것을 인정했다. "그들이 받은 충격은 건강한 것이었을지도 모른다."

## 5월 9일: 셋째 날 및 결론
논쟁은 셋째 날까지 이어졌지만, 둘째 날이 끝날 무렵 분할이 이루어졌기 때문에 마지막 날은 사실상 마무리 단계였다. 15시 18분부터 연설자는 네 명에 불과했고, 그 중 마지막은 로이드 조지였다. 그는 주로 제1차 세계 대전 중 자신의 총리 시절과 1919년 파리 강화 회의에 대해 이야기했다. 그는 민주주의 국가들이 당시 했던 서약을 이행하지 않아 독일에서 나치즘이 발생했다고 비난하며 연설을 마쳤다. 그가 16시 직전 연설을 마치자, "이 하원은 이제 휴회한다"는 질문이 제기되었고 동의되어 노르웨이 논쟁이 마무리되었다.

## 여파
5월 9일과 10일, 체임벌린은 노동당과 자유당이 참여하는 연립 정부를 구성하려고 시도했다. 그들은 그 아래에서 봉사할 의사가 없다고 밝혔지만, 다른 보수당원이 총리가 된다면 정부에 합류할 가능성이 있다고 말했다. 5월 10일 아침 독일이 서부 공세를 시작하자, 체임벌린은 심각하게 남아 있을 것을 고려했지만, 노동당으로부터 사임을 요구하는 최종 확인을 받은 후 사임하기로 결정하고 국왕에게 처칠을 후임으로 불러달라고 조언했다.
노동당과 자유당의 지지를 얻어 처칠은 연립 정부를 구성했다. 그의 전시 내각은 처음에는 그 자신, 애틀리, 그린우드, 체임벌린, 핼리팩스로 구성되었다. 이 연합은 1945년 5월 나치 독일이 패배할 때까지 지속되었다. 1945년 5월 23일, 노동당은 연합에서 탈퇴하여 총선 운동을 시작했고 처칠은 총리직에서 사임했다. 국왕은 그에게 7월 선거가 열릴 때까지 새로운 정부인 처칠 임시 내각을 구성해 달라고 요청했다. 처칠은 동의했고, 그의 새로운 내각은 본질적으로 보수당 정부였으며, 노동당의 선거 승리 후 첫 애틀리 내각으로 교체될 때까지 다음 두 달 동안 집권했다.

## 의회 문화에서의 위치
노르웨이 논쟁은 영국이 가장 심각한 위험에 처했던 시기에 벌어졌기 때문에 영국 의회 역사에서 중요한 지점으로 여겨진다. 전 총리 데이비드 로이드 조지는 이 논쟁이 의회 역사상 가장 중대한 사건이었다고 말했다. 미래의 총리 해럴드 맥밀런은 이 논쟁이 영국 역사, 어쩌면 세계 역사를 바꾸었다고 믿었다.
로이 젱킨스는 자신의 처칠 전기에서 이 논쟁을 "20세기 의회 토론 중 가장 극적이며 그 결과가 가장 광범위한 것"이라고 묘사한다. 그는 이를 "19세기의 라이벌"(예: 1850년 돈 파시피코 논쟁)과 비교하며, "1940년 논쟁에서 훨씬 더 많은 것이 뒤따랐다"고 결론짓는데, 이는 다음 5년의 역사를 변화시켰기 때문이다.
앤드루 마는 이 논쟁이 "역사상 가장 위대한 의회 순간 중 하나이며, 그것에 대해 필연적인 것은 거의 없었다"고 썼다. 체임벌린에 반대하는 음모가들은 자연적인 지도자를 잃었음에도 불구하고 성공했는데, 처칠은 내각에 있었고 내각을 방어해야 했기 때문이다. 마는 아메리의 마지막 말이 원래 군사 독재를 옹호하던 크롬웰이 의회를 향해 말했던 것이라는 아이러니를 지적한다.
한사드가 의회의 공식 보고서로 시작된 지 100주년을 기념하는 책자를 위해 가장 역사적이고 기억에 남는 연설을 선택해 달라는 요청을 받았을 때, 전 의장 베티 부스로이드는 이 논쟁에서 아메리의 연설을 선택했다. "아메리는 애국심을 당파심보다 높여, 백벤처가 역사의 흐름을 바꾸는 데 기여할 수 있는 힘을 보여주었다."

## 내용주
1. ↑  의회 절차에서 의회 (또는 의회) 분할은 실제로 투표하는 의원 수를 세는 투표 방법이다. 영국 의회에서 의원들은 동의안에 찬성하는 로비 (찬성 로비) 또는 반대하는 로비 (반대 로비)로 나뉘어 투표를 기록한다.
2. ↑  달리 참조되지 않는 한, 이 글의 인용문은 한사드 또는 공식 보고서, 5차 시리즈, 360권, 1073-1196열 및 1251-1366열에 제시된 논쟁의 전체 텍스트에서 가져온 것이다.
3. ↑  마틴 길버트의 처칠 다권 전기에서 이 논쟁에 대한 설명은 싱클레어가 상당히 다른 연설을 했다고 제시하는데, 사실 그 연설은 나중에 아서 그린우드가 한 것이다.
4. ↑  크롬웰은 '그들'이 아니라 '신사들'이라고 말했지만, 아메리와 마찬가지로 적을 의미했다.

## 일반 및 인용 참고문헌
- Buckley, Christopher (1977). 《Norway, The Commandos, Dieppe》. London: HMSO. ISBN 978-0-11-772194-4.
- Churchill, Winston (1948). 《The Second World War. Volume I: The Gathering Storm》. London: Cassel. OCLC 818817867.
- Colville, John (1985). 《The Fringes of Power, Volume One: September 1939 to September 1941》. Sevenoaks, UK: Hodder & Stoughton. ISBN 978-0-34-040269-6.
- Gilbert, Martin (1983). 《Winston S. Churchill, Vol. 6: Finest Hour, 1939–1941》. Heinemann. ISBN 978-0-43-413014-6.
- Gilbert, Martin (1991). 《Churchill: A Life》. London: Heinemann. ISBN 978-04-34291-83-0.
- Hinsley, F.H.; Thomas, E.E.; Ransom, C.F.G.; Knight, R.C. (1979). 《British Intelligence in the Second World War: Its Influence on Strategy and Operations》 I. London: HMSO. ISBN 978-0-11-630933-4 – Archive.org 경유.
- Jenkins, Roy (2001). 《Churchill》. London: MacMillan Press. ISBN 978-0-33-048805-1.
- Marr, Andrew (2009). 《The Making of Modern Britain》. London: Macmillan. ISBN 978-0-33-051099-8.
- Marwick, Arthur (1976). 《The Home Front: The British and the Second World War》. London: Thames and Hudson. ISBN 978-0-50-027114-8.
- Nicolson, Harold (1967).  Nigel Nicolson, 편집. 《The Diaries and Letters of Harold Nicolson. Volume II: The War Years, 1939–1945》. New York: Atheneum. LCCN 66023571.
- Rhodes James, Robert (1971). 《Robert Boothby: A Portrait of Churchill's Ally》. New York: Viking. ISBN 978-0-67-082886-9.
- Shakespeare, Nicholas (2017). 《Six Minutes in May》. London: Vintage. ISBN 978-1-78-470100-0.
- Wheeler-Bennett, John (1958). 《King George VI, His Life and Reign》. London: Macmillan. OCLC 655565202.

## 추가 문헌
- Kelly, Bernard (2009). "Drifting Towards War: The British Chiefs of Staff, the USSR and the Winter War, November 1939 – March 1940", Contemporary British History, (2009) 23:3 pp. 267–291, doi:10.1080/13619460903080010
- Redihan, Erin (2013). "Neville Chamberlain and Norway: The Trouble with 'A Man of Peace' in a Time of War". New England Journal of History (2013) 69#1/2 pp. 1–18.